# Martin Bender (Jurist)
Martin Bender (* 29. April 1959 in Mannheim) ist ein deutscher Jurist und war ab 2009 Richter am Bundesgerichtshof. 2022 trat er in den Ruhestand.

## Leben
Seine Karriere in der Justiz begann er 1988 in Baden-Württemberg. Er war zunächst als Proberichter am Amtsgericht Ettlingen und Landgericht Karlsruhe sowie bei der Staatsanwaltschaft Karlsruhe tätig. 1991 erfolgte die Ernennung zum Richter am Landgericht Karlsruhe, wo er dem Schwurgericht und einer Großen Strafkammer angehörte. Von 1991 bis 1995 gehörte er durch Abordnung auch dem Bezirksgericht Dresden und dann dem Landgericht Dresden an, wo er Rehabilitierungssachen bearbeitete. Von 1998 bis 2001 folgte eine Abordnung als Wissenschaftlicher Mitarbeiter an den Bundesgerichtshof. Von dort ging Bender an das Oberlandesgericht Karlsruhe. 2002 wurde er zum Richter am Oberlandesgericht ernannt, wo er sich mit Wirtschaftsstrafsachen befasste. 
Mitte Mai 2009 wurde Martin Bender zum Bundesrichter gewählt. Am 5. Oktober 2009 trat er den Dienst als Richter am Bundesgerichtshof an.  Bender gehörte zunächst dem II. Zivilsenat an, der sich mit Gesellschaftsrecht befasst. Später gehörte er dem 4. Strafsenat an.